# پادمان
پادمان یا حفاظت در حقوق بین‌الملل، محدودیتی برای تجارت خارجی یا توسعه اقتصادی برای حفاظت از جوامع از آسیب‌های توسعه داخلی یا صنایع خانگی از رقابت خارجی است.
ممکن است یکی از اعضای سازمان تجارت جهانی برای محافظت از صنایع داخلی خود از آسیب یا آسیب احتمالی، کارهایی مانند محدودسازی موقت واردات یک محصول انجام دهد.
در چارچوب پیمان‌نامه سازمان ملل در تغییر اقلیم، پادمان‌هایی در نظر گرفته شده‌اند تا از مردم بومی و دیگر جوامع محلی با دانش سنتی منابع طبیعی محافظت کنند تا برای کاهش انتشار گازهای گلخانه‌ای حاصل از جنگل‌زدایی و تخریب جنگل‌ها کمک کنند.
مفاهیم سازمان تجارت جهانی و چارچوب پیمان‌نامه سازمان ملل در تغییر اقلیم به حقوق بین‌الملل، ربط دارند.